# Петросян, Беник Гегамович
Беник Гегамович Петросян (арм. Բենիկ Գեղամի Պետրոսյան, 4 января 1939, Ереван — 11 мая 1996, Ереван) — армянский советский скульптор.

## Биография
Учился на отделении скульптуры Художественного училища имени Терлемезяна (1954—1958).
Окончил Ереванский художественно-театральный институт (1966).
Выставлялся с 1957 года, первая персональная выставка — 1969 год, Ереван.

## Известные работы
Работал в жанре малой скульптурной формы, чеканки, работы из дерева, бронзы, стали, меди, железа, шамота и других материалов, произведения живописи и графики.
В 1994 году создал «Алеппо серию» (Международный культурный центр «Сис», скульптуры-рельефы в гроте Али-Баба, 80 тематических скульптур).

## Память
Мемориальная доска в Ереване. Ул. Туманяна, 9
В 2003 году в Ереване основан Музей скульптора Беника Петросяна.